# Musée d'Art de Tampere
Le Musée d'art de Tampere (finnois : Tampereen taidemuseo) est un musée situé à proximité de Pyynikintori dans le quartier Amuri à Tampere en Finlande.

## Architecture
Le bâtiment de style néoclassique est conçu par Carl Ludvig Engel et Anton Wilhelm Arppe pour servir de grenier.
L'édifice est construit en 1838.
C'est le plus ancien bâtiment à façade en brique de Tampere.
En 1927, Aamulehti émet l'idée d'utiliser le grenier désaffecté pour y ouvrir un musée d'art.
En 1931, l'architecte Hilja Gestrin (fi) fournit les plans de modification.
En 1982–1984, on réalise de nouvelles modifications pendant lesquels les dispositifs techniques sont actualisés et on ajoute un étage souterrain selon les plans de Antti Ilveskoski (fi),.

## Collections
Depuis 2005, le musée gère ses propres collections ainsi que celles du Musée d'art moderne de Tampere et la collection de la ville de Tampere.
En conséquence, le Musée d'art de Tampere a la seconde plus grande collection de Finlande avec plus de 14 000 œuvres de près de 2 000 artistes.
La plus grande partie est faite d’œuvres finlandaises des XVIIIe et XIXe siècles.
Les artistes les plus exposés sont : Tove Jansson, Tuulikki Pietilä, Magnus Enckell, Kalle Löytänä (fi) et Matti Petäjä (fi).
Les 5 collections gérées par le musée sont, :
- Collection du Musée d'art,
- Collection de la ville de Tampere[11],
- Collection du Musée des Moumines,
- Collection du Musée d'art moderne,
- Collection de médailles finlandaises.

## Galerie

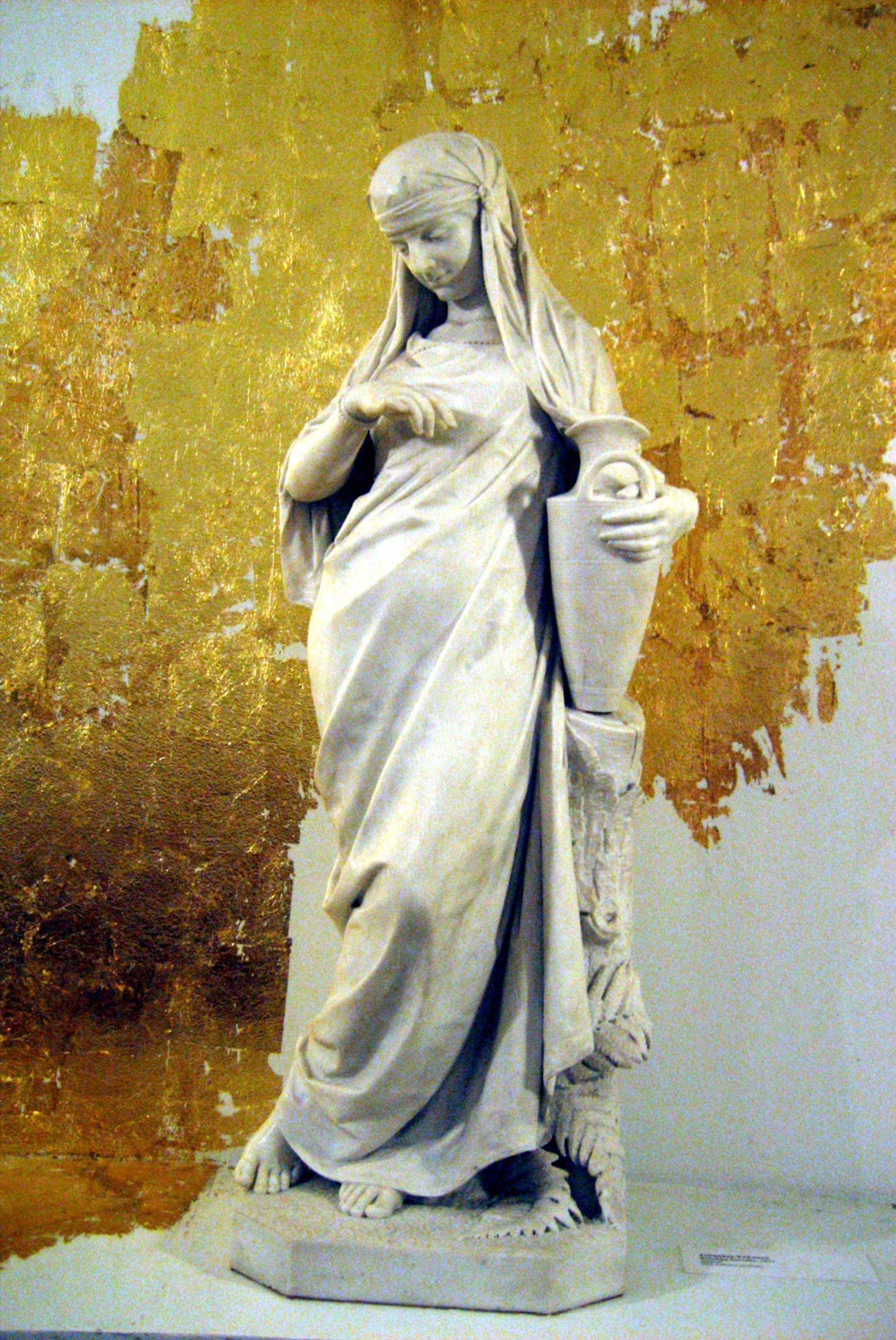
La statue Rebekka de Johannes Takanen (fi)[8].
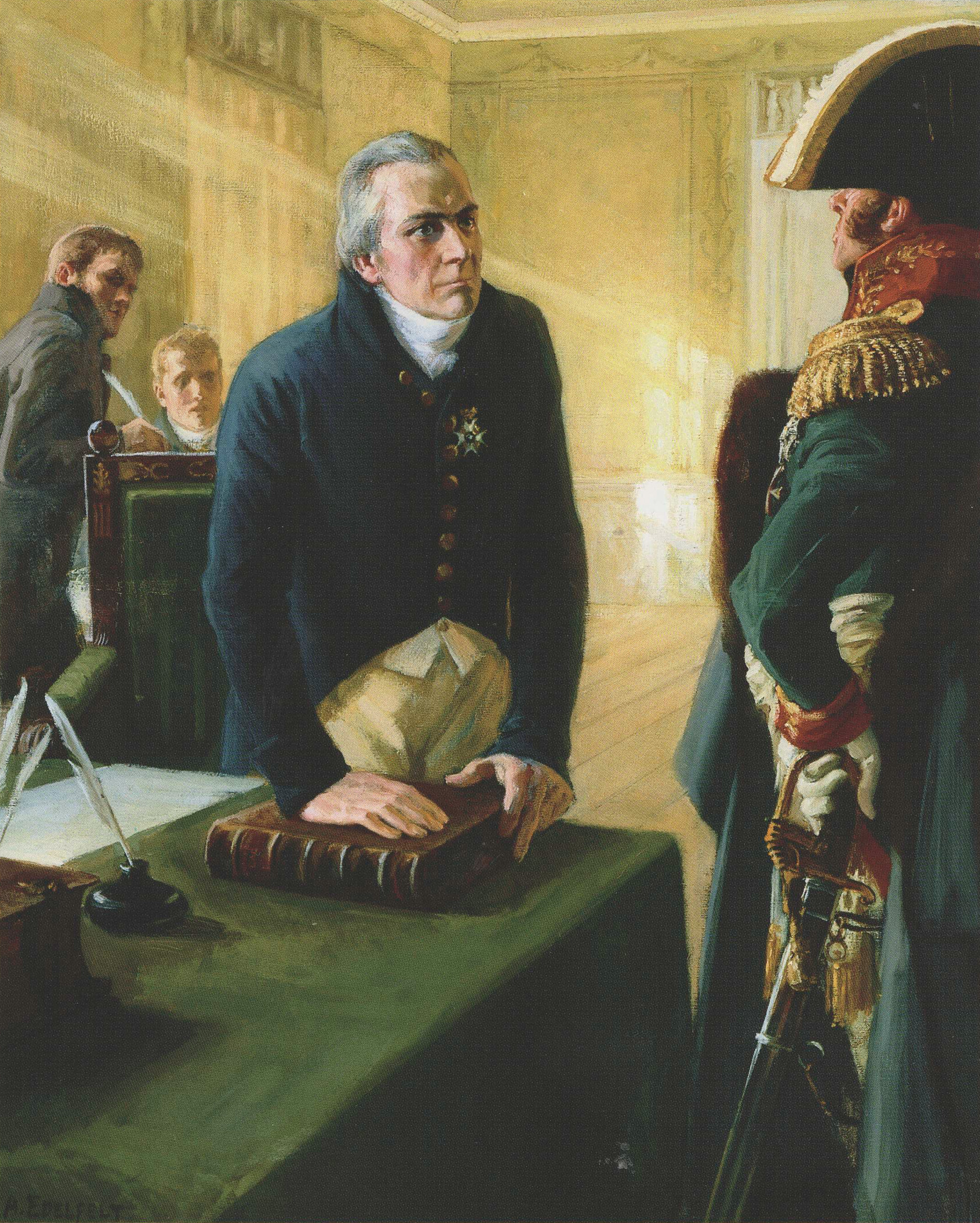
Maaherra de Albert Edelfelt
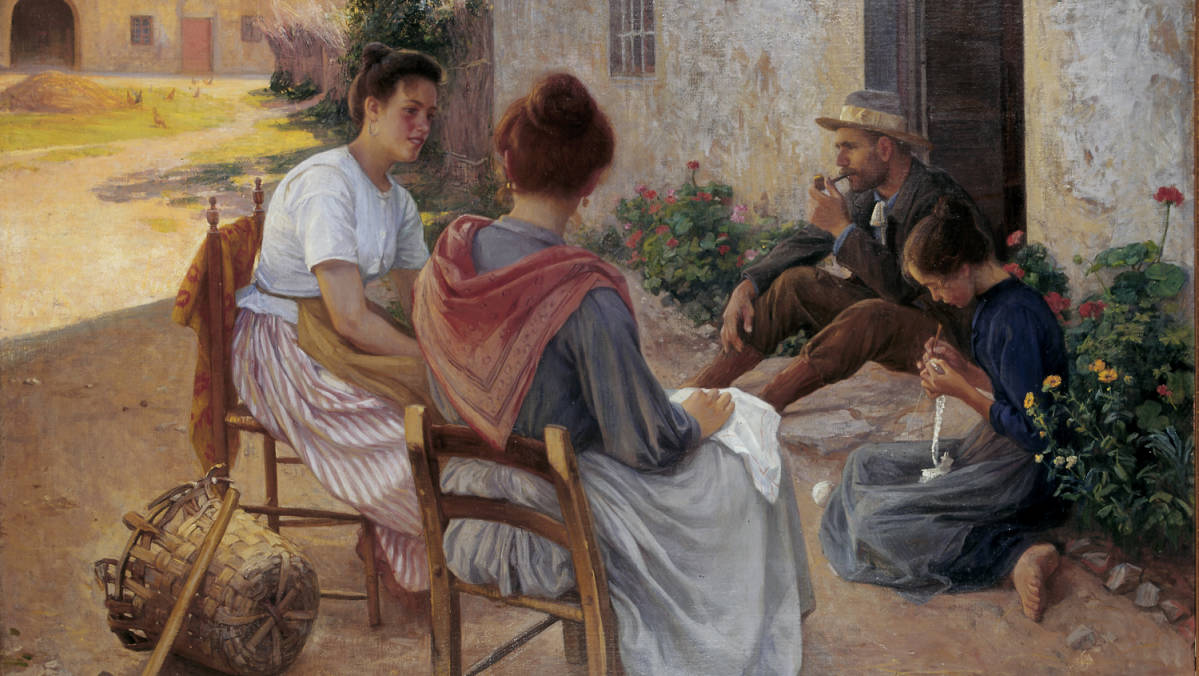
Famille italienne de Elin Danielson-Gambogi
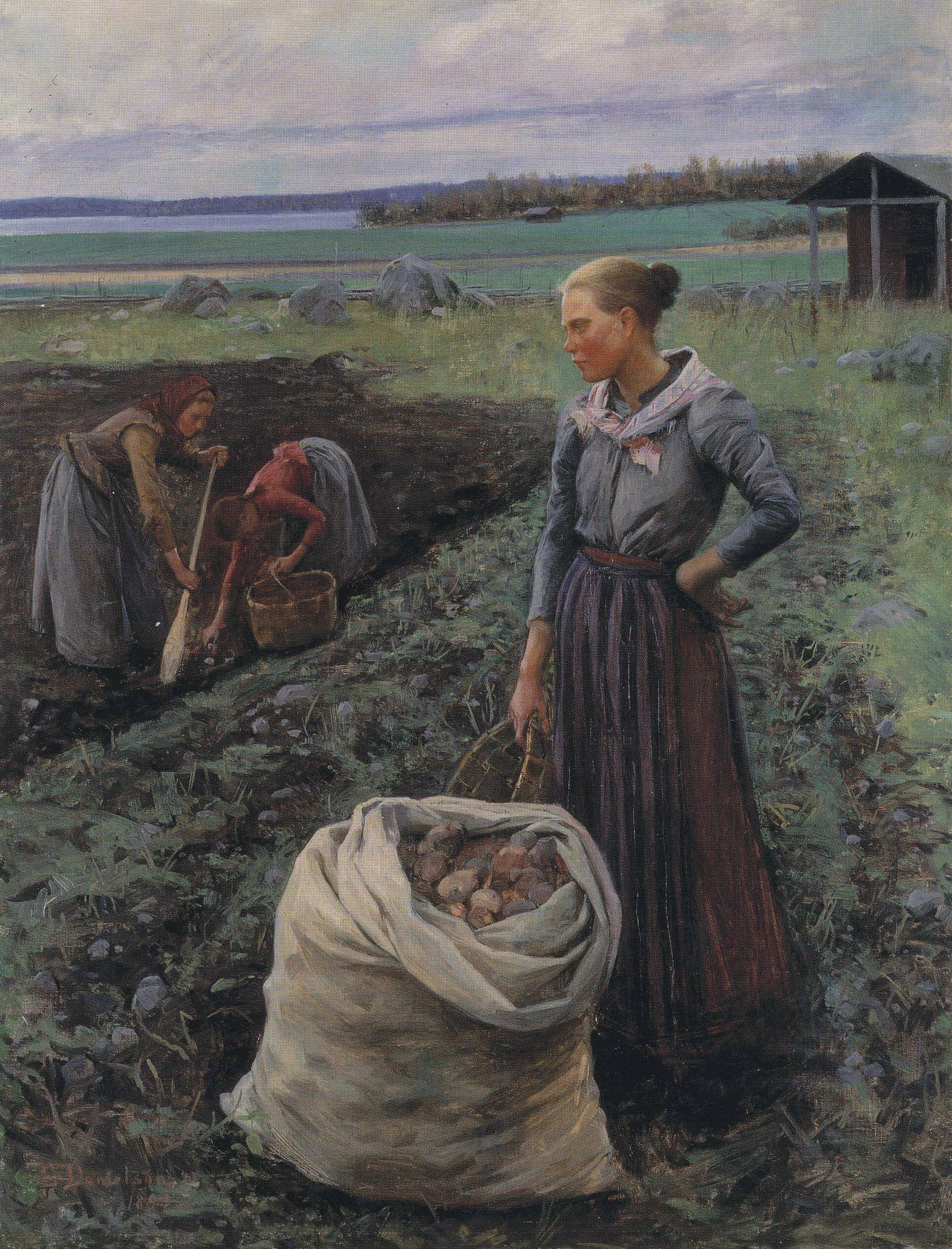
Perunannostajat de Elin Danielson-Gambogi